# 北新町 (日進市)
北新町（きたしんちょう）は、愛知県日進市の町名。23の小字が存在する。

## 地理
日進市の中央北端に位置し、東は五色園二～四丁目・長久手市岩作三ケ峯、西は岩崎町、南は岩藤町、北は長久手市山越・横道、北東は長久手市山野田に接する。
天白川の支流、北新田川流域に位置する。丘陵地は宅地開発が進み、その他は主に農地である。東西に東名高速道路、南北に名古屋瀬戸道路が通り、地区南部に日進ジャンクションがある。

### 字一覧
出典 : 
| - 相野山（あいのやま） - 池下（いけした） - 大洞（おおぼら） - 金萩（かねはぎ） - 北鶯（きたうぐいす） - 狐塚（きつねづか） - 黒砂雲（くろすくも） - 惣助西（そうすけにし） - 殿ケ池上（とのがいけかみ） - 殿ケ池下（とのがいけしも） - 殿ケ池中（とのがいけなか） | - 西口論義（にしこうろぎ） - 二段場（にだんば） - 生出し（はえだし） - 八幡西（はちまんにし） - 林（はやし） - 東相野山（ひがしあいのやま） - 東口論義（ひがしこうろぎ） - 平池（ひらいけ） - 福井（ふくい） - 南鶯（みなみうぐいす） - 薬師池（やくしいけ） - 薬師池西（やくしいけにし） |

### 河川
- 岩崎川
- 北新田川[7]
- 福井川

### 湖沼
- 林池[8]
- 般若池（生出し池）[注釈 1]

## 歴史
日進市の市制施行以前は北新田という名で、岩崎村の北にある新田ということで名付けられた。新田開発は1648年（慶安元年）に始まったが、近村の者は携わらず、現在の豊田市や幸田町の出身者が主であった。1731年（享保16年）の免定では石高は267石、1866年（慶応2年）の宗門改帳では家数は81、石高は337石となっている。北新田は岩崎の枝郷であったが、1748年（寛延元年）の資料には既に組頭や庄屋の名が見られ、村に準じた扱いを受けていたものと思われる。
1870年（明治3年）には岩崎村から分村され、北新田村となった。1889年（明治22年）、町村制施行に伴い、岩崎村の大字となる。1906年（明治39年）、岩崎村の合併に伴い日進村の大字となる。1994年（平成6年）、日進町の市制施行に伴い北新町と改名された。北新田の名は現在も保育園、名鉄バスのバス停の名称として残る。

### 沿革
- 1889年（明治22年）10月1日 - 町村制施行。北新田村が岩崎村、岩藤新田村と合併し、愛知郡岩崎村大字北新田となる[9]。
- 1906年（明治39年）5月10日 - 岩崎村が香久山村、白山村と合併し、日進村大字北新田となる[9]。
- 1958年（昭和33年）1月1日 - 日進村の町制施行により、日進町大字北新田となる[9]。
- 1990年（平成2年）9月1日 - 一部が五色園となる[10]。
- 1994年（平成6年）10月1日 - 日進町の市制施行により、北新田は北新町に改名される[11][12]。

## 世帯数と人口
2019年（令和元年）7月1日現在の世帯数と人口は以下の通りである。
| 町丁   | 世帯数  | 人口  |
| ------ | ------- | ----- |
| 北新町 | 495世帯 | 990人 |

### 人口の変遷
国勢調査による人口の推移
| 1995年（平成7年）  | 1,484人 | [ 13 ] |  |
| 2000年（平成12年） | 1,637人 | [ 14 ] |  |
| 2005年（平成17年） | 1,680人 | [ 15 ] |  |
| 2010年（平成22年） | 1,682人 | [ 16 ] |  |
| 2015年（平成27年） | 1,463人 | [ 17 ] |  |

## 学区
市立小・中学校に通う場合、学区は以下の通りとなる。また、公立高等学校に通う場合の学区は以下の通りとなる。
| 字・番地等                                         | 小学校               | 中学校               | 高等学校 |
| -------------------------------------------------- | -------------------- | -------------------- | -------- |
| 平池の一部、狐塚の一部、八幡西の一部、相野山の一部 | 日進市立北小学校     | 日進市立日進中学校   | 尾張学区 |
| その他                                             | 日進市立相野山小学校 | 日進市立日進東中学校 | 尾張学区 |

## 交通

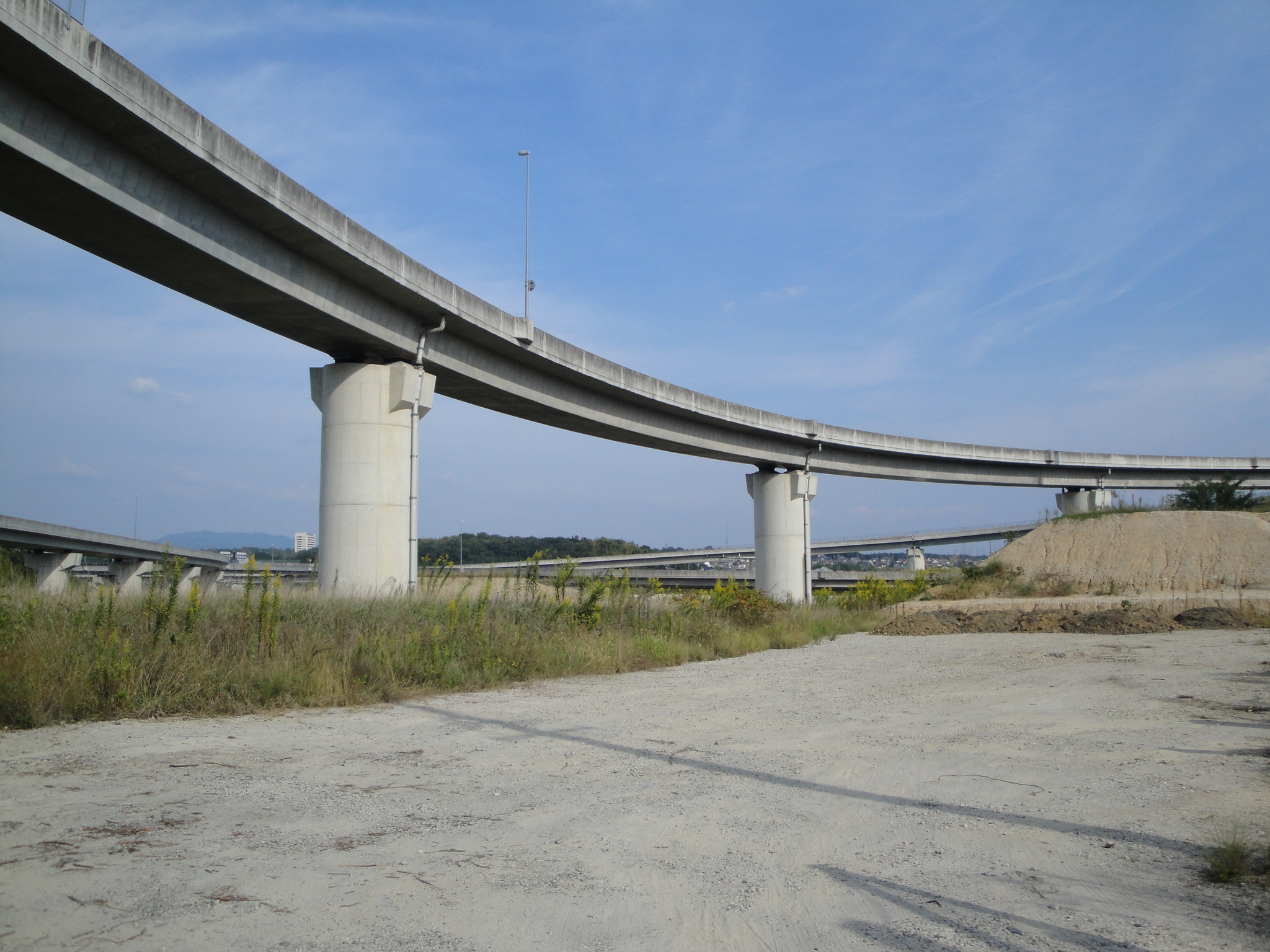
日進ジャンクション

### 鉄道
当地内に鉄道は通っていないが、一部は愛知高速交通東部丘陵線（リニモ）の長久手古戦場駅・芸大通駅の徒歩圏内になる。

### 道路
- 愛知県道233号岩作諸輪線
- 名古屋瀬戸道路 日進JCT

### バス
- 名鉄バス 岩藤線 トヨタ博物館前・五色園 - 星ヶ丘駅
- くるりんばす 五色園線

## 施設
- 愛知県口論義運動公園
- 日進市立北新田保育園
- 日進市立相野山小学校
- 医療法人福友会福友病院
- 相野山福祉会館
- 八幡社

この他、近隣の岩崎町に愛知学院大学、長久手市岩作三ケ峯に愛知県立農業大学校がある。また、東口論義からはイオンモール長久手に徒歩で行くことが可能である。

## 史跡
北新町には中世期の古窯が5基確認されている。

## その他

### 日本郵便
- 郵便番号 : 470-0103[3]（集配局：日進郵便局[20]）。